# OpenRT
OpenRT, pour open ray tracing, est une interface de programmation, une bibliothèque graphique comme Direct3D ou OpenGL, destinée à accélérer matériellement le lancer de rayon, dans le but d'un rendu en temps réel, pour les jeux vidéo par exemple.
Notez la concurrence de l'OpenCL et de Vulkan sur ce type de calculs.